# George E. Barstow
Pour les articles homonymes, voir Barstow.
George Eames Barstow, né le 19 novembre 1849 à Providence (Rhode Island) et mort le 30 avril 1924 à Barstow (Texas), est un sociologue et financier américain.

## Biographie
George Eames Barstow naît le 19 novembre 1849 à Providence. Il est le fils d'Amos Chafee et d'Emeline Mumford (Eames) Barstow. La famille Barstow est originaire du West Riding du Yorkshire, en Angleterre, et s'est installée à Hanover, dans le Massachusetts, en 1636. Son père, Amos C. Barstow, est l'un des hommes les plus en vue de la ville, dans les affaires commerciales, religieuses et publiques, ancien maire et titulaire de nombreux postes de confiance importants. Il reçoit une éducation dans les écoles publiques et à l'école classique de Mowry & Goff.

### Carrière
George E. Barstow est l'un des représentants les plus influents de la renaissance industrielle aux États-Unis ; de nombreuses entreprises commerciales lui doivent leur fondation. Il participe également aux travaux de différentes sociétés scientifiques, voyage et assiste à d'importants congrès.
Il commence sa carrière commerciale à l'âge de dix-sept ans, acquérant une connaissance approfondie de la fabrication de textiles et recevant une formation complète dans le domaine des affaires. Outre sa carrière commerciale réussie, il prend une part active dans les affaires de la municipalité, de l'État et de l'Église, ainsi que dans l'éducation publique. Il est pendant quatorze ans membre de la commission scolaire et pendant un an son président. Il est membre du conseil municipal pendant quatre ans et est élu représentant à l'Assemblée générale en 1894-1895 et 1895-1896. Il prend une part active à la formation du Fourth Ward Republican Club, dont il est le président à partir de 1892. Il est membre de la Rhode Island Historical Society Sons of the American Revolution, de la Philadelphia Society for University Extension et du conseil d'administration du Hartford Theological Seminary.

### Mariage et enfants
Il épouse, le 19 octobre 1871, Miss Drew Symonds ; ils ont neuf enfants : Caroline Hartwell, George Eames Jr, Herbert Symonds, Helen Louise, Harold Carleton, Marguerite, Paris, Putnam et Donald Barstow.

### Mort
George E. Barstow meurt le 30 avril 1924 à Barstow et est inhumé dans le cimetière de Barstow.

## Publications
- Good Government Cooperative Societies[2].
- Creation of a Word Centre of Communication[2].
- Shall We Bar the Immigrant?[2].
- Applied Psychology[2].
- Shall Democracy Endure?[2].
- Shall Democracy Endure in the United States?[2].
- The Chino-Japanesa Imbroglio[2].
- The Effect of Psychology on Americanism[2].